# Raymond Lordet
Pour les articles homonymes, voir Lordet.
Raymond Lordet (parfois prénommé Raimond) né et mort à une date inconnue était un religieux français. Il fut notamment abbé de l'abbaye Saint-Victor de Marseille de 1288 à sa mort en 1293.

## Biographie
Raymond Lordet est très certainement né au castrum de Chirac, en Gévaudan, où sa famille détient le titre de coseigneur. À proximité de Chirac a été construit vers 1060, par les seigneurs de Peyre, le monastère Saint-Sauveur-de-Chirac. Ce monastère a été placé sous la direction de l'abbaye Saint-Victor de Marseille dès 1062.
En 1288, l'abbé de Saint-Victor, Jean de Comines, devient abbé de Saint-Germain-des-Prés. Raymond Lordet est alors nommé pour lui succéder. Après un mois à la tête de l'abbaye Saint-Victor, selon Joseph Hyacinthe Albanès, il est désigné comme évêque de Marseille, mais il refuse le poste qui revient finalement à Durand de Trésémines.
Il reste 5 ans à la tête de l'abbaye marseillaise (sans doute jusqu'à sa mort). Son abbatiat est l'occasion de mettre en place une grande réforme des statuts de l'abbaye.